# Kicune
Kitsune (狐, きつね, /kicune/) je japanska riječ za lisicu i vrstu yōkaija. U japanskom folkloru su poznate kao varalice s nadnaravnim sposobnostima, kao npr. sposobnost promjene lika u ljudski i opsjedanje (kicunetsuki, 狐憑き ili 狐付き). Još jedna poznata odlika kicunea je dobivanje dodatnih repova tijekom starenja, kojih može imati i do devet. Kada dobije deveti rep, postaje tzv. kyuubi no kitsune (九尾の狐, /kjuubi no kicune/), krzno joj pobijeli ili pozlati, a prema nekim pričama postane sveznajuća.
Kicunei su blisko povezani sa šintoističkim božanstvom Inarijem, osobito zenko lisice ("dobre lisice"). Kipovi tih lisica mogu se naći pred mnogim hramovima posvećenim Inariju.